# Никольское (село, Одинцовский район)

Памятник землякам,
погибшим в Великой Отечественной войне

Никольское — село в Одинцовском городском округе Московской области России.
Расположено на юго-западе округа, в среднем течении реки Сетунь, в 3 км к северу от города Кубинка. Высота центра — 174 м над уровнем моря. В селе числятся улица, проезд, гск и два садоводческих товарищества, действует церковь Николая Чудотворца 1805—1806 годов постройки.
Впервые в исторических документах село Кляпово упоминается в духовной грамоте 1358 года, как великокняжеское владение. 16 мая 1584 года жалованной несудимой грамотой царя Фёдора Ивановича село было передано Троице-Сергиеву монастырю, по ревизии 1744 года в Никольском-Кляпове имелось 215 душ мужского пола. В собственности монастыря село находилось до секуляризационной реформы 1764 года. На 1852 год в казённом селе Никольском числилась Никольская церковь, 68 дворов, 245 душ мужского пола и 269 — женского, в 1890 году — 825 человек и церковно-приходское училище. По Всесоюзной переписи 17 декабря 1926 года числилось 145 хозяйств и 715 жителей, имелись школа первой ступени, больница, кооператив и сельсовет; по переписи 1989 года — 126 хозяйств и 342 жителя.
С 1994 по 2006 год — центр Никольского сельского округа, с 2006 по 2019 год входило в состав сельского поселения Никольское Одинцовского района.
В селе расположено Никольское кладбище. На кладбище установлены памятник землякам, погибшим в годы Великой Отечественной войны, памятник на могиле лётчиков пилотажной группы «Русские Витязи», погибшим в катастрофе 12 декабря 1995 года во Вьетнаме, и памятник на могиле экипажа Ан-12, разбившегося 22 мая 2001 года в районе Ржева.

## Население
| 2002 | 2006 | 2010 |
| ---- | ---- | ---- |
| 130  | →130 | ↗213 |